# FishBase

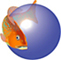
Logo di FishBase

FishBase è una base di dati sulle specie di pesci (nello specifico il pesce raccolto dalle attività di pesca).
È la più grande ed estesa base di dati accessibile via Internet.
Nel tempo si è evoluto anche in uno strumento ecologico versatile e dinamico citato ampiamente in pubblicazioni scolastiche.
FishBase fornisce dati sulle specie, come tassonomia, distribuzione geografica, dati biometrici e morfologia, habitat, etologia, ecologia e dinamiche della popolazione come la riproduzione, dati genetici e metabolici.
Si può avere accessi a strumenti come piramidi trofiche, chiavi di identificazione, modellazione biogeografica, statistiche sulla pesca e vi sono collegamenti alle informazioni di altre basi di dati come LarvalBase, GenBank, la IUCN Red List e il  Catalog of Fishes.
Ad agosto 2011 FishBase include le descrizioni di 32.000 specie e sottospecie, 292.500 nomi comuni in quasi 300 lingue, 50.500 immagini e riferimenti a 46.000 lavori della letteratura scientifica.